# Day of Defeat: Source
Day of Defeat: Source ist ein team-basierter Mehrspieler-Ego-Shooter von Valve. Er ist thematisch gegen Ende des Zweiten Weltkrieges angesiedelt. Spielbare Parteien sind die United States Army und die Wehrmacht. Es handelt sich um ein Remake von Day of Defeat, wobei der Suffix darauf hindeutet, dass diesmal die Source-Engine zum Einsatz kommt.
Day of Defeat: Source erschien am 26. September 2005 auf der Internetvertriebsplattform Steam und am 20. Oktober 2005 in einem Paket mit Counter-Strike: Source und Half-Life 2: Deathmatch im Einzelhandel vertrieben durch Electronic Arts. Zudem war das Spiel in der Gold- und Silberedition von Half-Life 2 als digitaler Download enthalten.

## Entwicklung
Im Dezember 2005 lieferte Valve die Karte dod_argentan nach. Am 26. Januar 2006 erschien ein Update, das High Dynamic Range Rendering und mit dod_kalt eine neue Karte einführte.
Am 29. Juni 2006 wurde ein neuer Spielmodus Detonation eingeführt. Dabei versuchen beide Parteien auf den neuen Karten dod_jagd und dod_colmar, gegnerische Kriegsgeräte wie Flak oder Panzerfahrzeuge gezielt zu sprengen, um den Sieg zu erringen. Zudem wurden Farbfilter und Filmkorn eingeführt und neue Shader zum Image-based texture blending, Light warping, Phong Shading und Rim Lighting sowie Blooming eingeführt.
Am 3. Juli 2008 erschien das sogenannte Palermo Update, welches die neue Karte dod_palermo beinhaltet. Ferner wurden Errungenschaften eingeführt und wie in Team Fortress 2 Statistiken für den Spieler. Eine neue Freeze Cam ermöglicht vor Wiedereintritt den Schützen ausfindig zu machen. Zudem kamen nach einem Engine-Update verbesserte Partikelsysteme zum Einsatz und wurde damit Titeln der Orange Box angeglichen.
2010 wurde ohne Vorankündigung eine Version für Mac OS X veröffentlicht. Im März 2013 erschien ebenso überraschend eine Version für Linux.

## Rezeption
Day of Defeat: Source böte eine dichte Atmosphäre. Die tristen Karten würden durch Lichteffekte, wunderschöne Hintergründe und hohem Detailgrad der Ruinen aufgewertet. Der Spielverlauf sei jedoch unausgewogen und hektisch. Das Tempo sei zu hoch. Dennoch handele es sich um einen würdigen Nachfolger der Half-Life-Modifikation. Zum Zeitpunkt der Veröffentlichung gäbe es nur 4 dafür sehr ausgewogene Karten. Der Entwickler habe sich selbst übertroffen. Optik und Geräuschkulisse seien toll gelungen. Ein Einzelspielermodus, weitere Waffen, größere Karten vermisse man jedoch so. Um etwa Battlefield 2 zu übertreffen, fehle der Tiefgang. Veteranen des Vorgängers kritisierten, dass die Trefferpunkte der Spielcharaktere erhöht wurden, was dem Realismus und Spielgefühl abträglich sei. Zudem sei das Spiel technisch nicht ausgereift veröffentlicht. Insbesondere in Partien mit vielen Spielern oder Effekten komme es zu Problemen.